# Asteras Tripolis FC
O Asteras Tripolis (grego:Αστέρας Τρίπολης) é um clube de futebol da Grécia, situado na cidade de Trípoli. O clube foi fundado em 1931 e joga suas partidas no Estádio Asteras Tripolis com capacidade para 4.000 pessoas. Suas cores são o amarelo e o azul. O time se encontra, atualmente, na primeira divisão do Campeonato Grego. 

## História
O Asteras Tripolis é um dos dois times gregos que nunca caíram, junto com o Olympiacos
O clube começou na quarta divisão em 1931, permanecendo lá por 73 anos até que em 2004-05 finalmente conseguiu vence-la. Na temporada seguinte (2005-06) veceu a terceira divisão. Em 2006-07 venceu a segunda divisão.
Na temporada de 2007-08 o clube subiu pela primeira vez na história á elite do futebol grego, terminando o primeiro turno na 4ª colocação, atrás apenas dos grandes: AEK Atenas, Panathinaikos e Olympiakos, vencendo o primeiro (que era líder na época) por 1 a 0 em casa.

## Títulos
- Quarta Divisão Grega ( 2004-05 )
- Terceira Divisão Grega ( 2005-06 )
- Segunda Divisão Grega ( 2006-07 )
- Taça Início ( 1944 )

## Competições europeias
| Temporada | Competição  | Fase    | Adversário        | Em casa | Fora de casa | Agregado        |
| --------- | ----------- | ------- | ----------------- | ------- | ------------ | --------------- |
| 2012-13   | Liga Europa | 2ªQ     | Inter Baku        | 1-1     | 1-1          | 2-2 (4-2)       |
| 2012-13   | Liga Europa | 3ªQ     | Marítimo          | 1-1     | 0-0          | 1-1 (gols fora) |
| 2013-14   | Liga Europa | 3ªQ     | Rapid Wien        | 1-1     | 1-3          | 2-4             |
| 2014-15   | Liga Europa | 2ªQ     | RoPS              | 4-2     | 1-1          | 5-3             |
| 2014-15   | Liga Europa | 3ªQ     | Mainz 05          | 3-1     | 0-1          | 3-2             |
| 2014-15   | Liga Europa | PO      | Maccabi Tel Aviv  | 2-0     | 1-3          | 3-3 (gols fora) |
| 2014-15   | Liga Europa | Grupo C | Tottenham Hotspur | 1-2     | 1-5          | 3º lugar        |
| 2014-15   | Liga Europa | Grupo C | Beşiktaş          | 2-2     | 1-1          | 3º lugar        |
| 2014-15   | Liga Europa | Grupo C | Partizan          | 2-0     | 0-0          | 3º lugar        |